# Terme di Nettuno

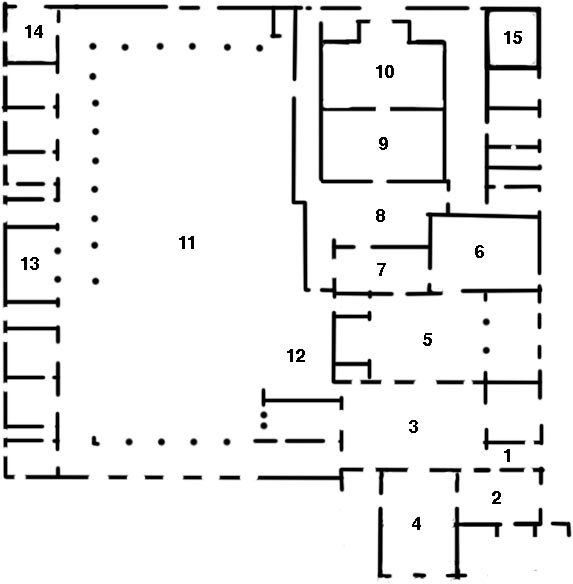
Plan der Thermen des Neptun

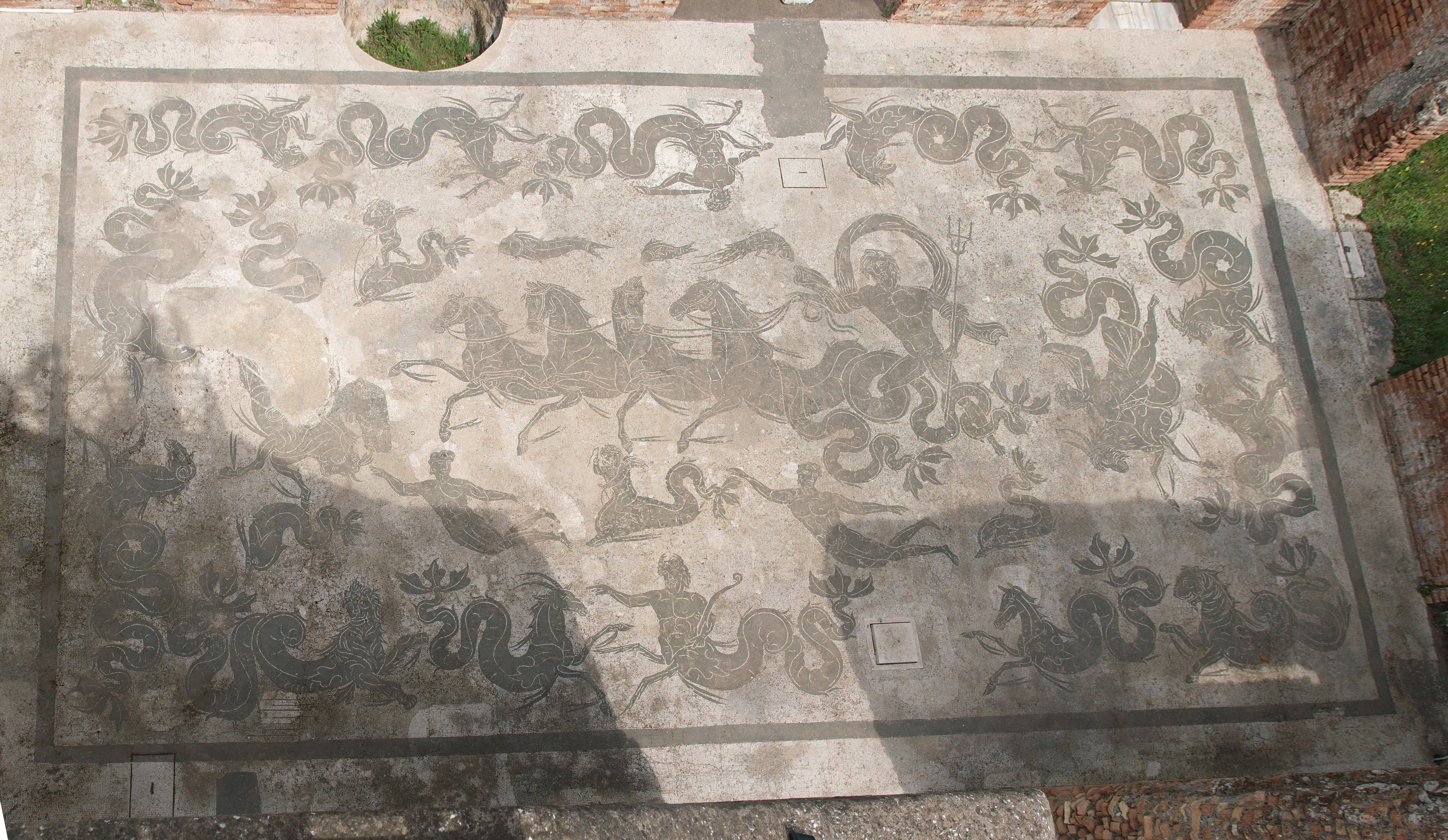
Das Neptun-Mosaik

Die Terme di Nettuno (Thermen des Neptun) (II, IV, 2) gehören zu den größten Thermen in Ostia und sind vor allem durch ihre reiche Ausstattung an Mosaiken bekannt. Der Bau wurde wahrscheinlich unter Kaiser Hadrian errichtet und ersetzte ältere Thermen. Die Bauarbeiten wurden eventuell erst unter Kaiser Marcus Aurelius abgeschlossen. Ausbesserungsarbeiten sind bis in das 4. Jahrhundert bezeugt. Es dürfte sich um die prachtvollsten Thermen der Stadt gehandelt haben. Die Anlage wurde 1888 unter Rodolfo Lanciani und dann 1909 und 1910 unter Dante Vaglieri freigelegt.
Der Bau ist quadratisch (67 × 67 m). Der Eingang liegt an der Ostseite, von wo man in einen Vorraum kommt, bei dem sich Umkleideräume befinden. Von dort gelangt man in die eigentlichen Baderäume. Im Zentrum des Badetrakts befindet sich ein Saal (Nr. 4) mit einem schwarz-weißen Mosaik, das in der Mitte den Meeresgott Neptun zeigt und dem Bau seinen modernen Namen gab. Nördlich davon befindet sich das Frigidarium (Saal Nr. 5) mit jeweils einem Wasserbecken an beiden Kurzseiten. Hier stehen Granitsäulen mit korinthischen Marmorkapitellen. Wandnischen enthielten einst Statuen. Das schwarzweiße Mosaik zeigt Skylla im Zentrum. Das Mosaik in einem Saal im Süden (Nr. 3) zeigt Amphitrite, die Gemahlin des Neptun.
Westlich schließt sich eine große Palästra an, die an drei Seiten von Säulen flankiert wird. Hier finden sich auch diverse Räume, deren Funktion nicht bekannt ist. In dem größten fand sich eine Statue der Sabina, der Gemahlin von Kaiser Hadrian.